# Vibeke Lunde
Karen Vibeke „Babben” Lunde wcześniej Arneberg (ur. 21 marca 1921 w Oslo, zm. 12 sierpnia 1962 tamże) – norweska żeglarka sportowa. Srebrna medalistka olimpijska z Helsinek.
Zawody w 1952 były jej jedynymi igrzyskami olimpijskimi. Medal wywalczyła w klasie 5,5 m. Załogę jachtu tworzyli również jej mąż Peder i Børre Falkum-Hansen. Jej syn był złotym medalistą olimpijskim, a inni krewni olimpijczykami w różnych dyscyplinach.